# Sparkasse Parchim-Lübz
Die Sparkasse Parchim-Lübz war eine im Bereich des ehemaligen Landkreises Parchim tätige Sparkasse mit Sitz in Parchim. Zum 1. Januar 2021 fusionierte die Sparkasse mit der Sparkasse Mecklenburg-Schwerin mit Sitz in Schwerin.

## Geschichte
Die Anfänge der Sparkasse Parchim-Lübz gehen auf das Jahr 1834 zurück.

## Trägerschaft
Träger war der Zweckverband Sparkasse Parchim-Lübz. Ihm gehörten der ehemalige Landkreis Parchim und die Städte Parchim, Lübz und Sternberg an.

## Wirtschaftliche Entwicklung
Die Sparkasse Parchim-Lübz wies im Geschäftsjahr 2019 eine Bilanzsumme von 868,16 Mio. Euro aus und verfügte über Kundeneinlagen von 767,71 Mio. Euro. Gemäß der Sparkassenrangliste 2019 lag sie nach Bilanzsumme auf Rang 330. Sie unterhielt 10 Filialen/Selbstbedienungsstandorte und beschäftigte 170 Mitarbeiter.